# Isaurien
Isaurien (efter huvudstaden Isauria) var under antiken benämningen på en del av Cilicia Trachaea i Mindre Asien, mellan i öster Lykaonien i väster Pisidien, i söder Kilikien och Pamfylien.
Isaurien framträder föga i historien. Invånarnas böjelse för sjöröveri föranledde Publius Servilius Vatia Isauricus och Pompejus att 78 respektive 67 f. Kr. företa expeditioner mot området. Fast knutet till Romarriket blev Isaurien aldrig, däremot lyckades Anastasios I foga området till det östromerska riket. Efter Isaurien är, om ej med full rätt, den av Leo III grundade isauriska dynastin uppkallad. Ruinerna av den gamla huvudstaden Isauria palaia söder om Konya, som 322 f. Kr. förstördes av Perdiccas är ett av Mindre Asiens mera storslagna minnesmärken.